# Kid A
Kid A é o quarto álbum de estúdio da banda Radiohead, lançado a 2 de outubro de 2000.
Considerada uma das obras primas da banda junto de OK Computer, em Kid A o Radiohead inovou com novas propostas musicais e fuga da grande exposição que vinha tendo com o disco anterior. As guitarras foram quase que totalmente deixadas de lado, dando lugar para experimentações eletrônicas extremamente detalhadas, com influência de músicos como Autechre e Aphex Twin, ambos artistas da conceituada Warp Records.
O álbum foi pouco publicizado pela banda, mas teve alguns vídeos (chamados de blips) com trechos das músicas e algumas artes animadas de Thom Yorke e Stanley Donwood exibidos principalmente na MTV, durante os comerciais. Apesar de toda a estratégia anticomercial, o álbum atingiu posições de destaques nas paradas mundiais, chegando ao primeiro lugar da US Billboard 200. Radiohead não lançou nenhum single oficial, porém a mídia e público deram destaque para canções como "Everything in Its Right Place", "Morning Bell", "Kid A" e "The National Anthem". "How to Disappear Completely" foi considerada pelo próprio Yorke a melhor composição do Radiohead.
O disco foi premiado com um Grammy Award, na categoria "Best Alternative Music Album" em 2000. É considerado pela crítica como revolucionário dentro de seu contexto, ao levar ao grande público novas formas de produzir música e ser uma das obras musicais responsáveis pela incorporação da eletrônica como força motriz da música popular no século XXI. De acordo com os sites Acclaimed Music e Rate Your Music, é classificado respectivamente como o 3º melhor álbum dos anos 2000 e 3º melhor álbum de todos os tempos. A revista Rolling Stone classifica-o como melhor álbum da sua década e 20º melhor de todos os tempos.

## Influências musicais
O álbum usa em suas composições uma série de influências musicais atípicas para uma banda de rock popular.
Atonalismo: O atonalismo foi um movimento musical erudito de vanguarda do século XX, caracterizado pela abolição do uso do sistema tonal na música, resultando em composições que não seguem harmonias ou melodias musicais confortáveis aos ouvintes. A música “The National Anthem”, apesar de usar o tom Ré Maior, flerta com a música atonal em seu uso de instrumentos de sopro. A banda também fez uso de técnicas de composição atonal em "How to Disappear Completely", "In Limbo", "Piramid Song" (gravado nas sessões de Kid A, porém utilizada somente no próximo álbum) e futuramente em outras composições, como “Weird Fishes/Arpeggi”. Grande parte das músicas do álbum usam a técnica musical de trocar o centro tonal, popularizado na música erudita por Richard Wagner (1813 - 1883), que iniciou a chamada “crise da tonalidade”, um fenômeno que viria a a ser uma das raízes da música atonal. O compositor atonal Krzysztof Penderecki tem grande influência no uso de instrumentos de cordas do álbum.
Jazz: O guitarrista Johnny Greenwood refere em diversas entrevistas a influência que o jazz experimental pós-anos 50 teve no Radiohead a partir do álbum Ok Computer, por músicos como Miles Davis, John Coltraine e Charles Mingus, pelo seu uso de instrumentação não-convencional e desconstrução de estrutura da música. Canções como “The National Anthem” e “Life in a Glass House” (presente no álbum seguinte, mas concebida nas mesmas sessões de Kid A) fazem referências explícitas a este gênero musical.
Ambient e música eletrônica experimental: Buscando chegar a composições com tom atmosférico e obscuro em detrimento de conceitos musicais comuns como ritmo e estrutura, Kid A se vale de músicas como “Treefingers” e a faixa-título, altamente influenciadas pelo gênero Ambient de música eletrônica. A banda se valeria do mesmo estilo de composição nos seus próximos álbuns. Kid A ainda conta com composições de outros gêneros experimentais de música eletrônica, como Inteligent Dance Music e Glitch.

## Interpretação e conceito
Embora nunca tenha sido prontamente revelado pelos membros da banda, Kid A parece ser uma evolução narrativo-conceitual das ideias socio-filosóficas do álbum anterior da banda, Ok Computer. Os conceitos de pós-modernidade, isolamento social, divergência política e estilo de vida da sociedade industrial de Ok Computer são transpostos e aumentados neste álbum de forma abstrata, expressionista e existencialista. Narrativamente, acredita-se que o termo "Kid A" (que foi criado por Thom Yorke a partir de um dos seus sequenciadores) se refere ao primeiro clone humano, e as músicas do álbum expressariam experiências numa sociedade, de alguma forma, pós-humana.
Thom Yorke escreveu muitas das letras do álbum seguindo o método da escola de arte dadaísta, de recortar palavras e frases e reuní-las aleatoriamente. Yorke refere que gosta do "não-significado" do álbum, dizendo: "Se você chamar [um álbum] de algo específico, ele dirige o disco de uma certa maneira". O músico buscava a forma mais abstrata de expressar sentimentos complexos e angustiantes, e encontrou na música eletrônica um meio que coube a este fim.

## Recepção e Influência na cultura
| Críticas profissionais | Críticas profissionais |
| Pontuações agregadas   | Pontuações agregadas   |
| Fonte                  | Avaliação              |
| ---------------------- | ---------------------- |
| Metacritic             | 80/100                 |
| Avaliações da crítica  |                        |
| Fonte                  | Avaliação              |
| Album of the Year      | 100/100                |
| AllMusic               | [ 36 ]                 |
| Rolling Stone          | [ 37 ]                 |
| Spin                   | 9/10                   |
| Sputnik Music          | 5/5                    |

Kid A causou importante influência na cultura do século XXI, principalmente (mas não unicamente) no meio musical. O álbum é considerado por parte da crítica especializada como um dos grandes responsáveis pelo início transição do rock como gênero mais popular nas paradas musicais para a música eletrônica, que foi incorporada a praticamente todos os estilos de música popular do século XXI. Kid A realizou ainda o feito de, semelhante a artistas antecessores como Os Beatles e David Bowie, levar música experimental para o grande público, tendo atingido o topo da Billboard 200; Por isto, o álbum é considerado um dos principais a serem consumidos por ouvintes que estão se iniciando em música de vanguarda popular.
O filme de drama e ficção-científica Vanilla Sky utiliza em sua cena inicial a música de abertura do álbum, "Everything in its Right Place", como forma de comunicar a sensação de onirismo e desajuste que o protagonista tem ao despertar naquele mundo. Recentemente na internet tem se popularizado ainda uma associação do filme expressionista Nosferatu com a sua trilha sonora substituída pelos álbuns do Radiohead, Kid A e Amnesiac. Os fãs acreditam que há certa sincronia entre determinadas cenas do filme e as músicas dos álbuns, num fenômeno semelhante ao "Dark Side of the Rainbow". A obra, apelidada de "Kid Dracula", tem sido eventualmente exibida para o público em eventos culturais ao redor do mundo, em cidades como São Paulo e Toronto. 
O cineasta Paul Thomas Anderson ao dirigir o clipe musical de "Daydreaming", música do álbum A Moon Shaped Pool do Radiohead, faz referência à arte gráfica de Kid A, numa cena em que Thom Yorke observa uma montanha nevada muito semelhante a capa do álbum em questão.
Muitos músicos declaram abertamente a influência que Kid A teve em suas carreiras, como a banda Brockhampton ao divulgar o álbum Iridescence, e a banda Yo La Tengo no clipe músical de "Ohm". O álbum também é considerado um presságio musical de obras posteriores, como dos artistas The National (no álbum Sleep Well Beast), Bjork (no estilo semelhante de produção do álbum Vespertine), Daft Punk (nos vocais robóticos do álbum Discovery) e Muse (no tom obscuro do álbum Absolution). Músicas do álbum foram regravados por artistas populares, como as versões de John Mayer ("Kid A"), Robert Glasper ("Everything In Its Right Place") e da Orquestra de Câmara Australiana ("How to Disappear Completely").

## Faixas
Todas as faixas foram compostas por Thom Yorke, Jonny Greenwood, Ed O'Brien, Colin Greenwood e Phil Selway.
| N.º            | Título | Duração |  |
| 1.             | "Everything in Its Right Place" | 4:11    |  |
| 2.             | "Kid A" | 4:44    |  |
| 3.             | "The National Anthem" | 5:50    |  |
| 4.             | "How to Disappear Completely" | 5:55    |  |
| 5.             | "Treefingers" | 3:42    |  |
| 6.             | "Optimistic" | 5:16    |  |
| 7.             | "In Limbo" | 3:31    |  |
| 8.             | "Idioteque" | 5:09    |  |
| 9.             | "Morning Bell" | 4:29    |  |
| 10.            | "Motion Picture Soundtrack" | 3:20    |  |
| 11.            | "Untitled" (Observação: a faixa 10 termina às 3:20; inclui uma faixa oculta sem título de 4:17 até 5:09, seguida por 1:51 de silêncio. Nos serviços de streaming, a faixa oculta é listada como uma faixa separada.) | 0:52    |  |
| Duração total: | Duração total: | 50:02   |  |

## Aclamações
| Publicação              | País                 | Nomeação                                          | Ano  | Posição |
| ----------------------- | -------------------- | ------------------------------------------------- | ---- | ------- |
| Hot Press               | República da Irlanda | The 100 Best Albums Ever                          | 2006 | 47      |
| Mojo                    | Reino Unido          | The 100 Greatest Albums of Our Lifetime 1993-2006 | 2006 | 7       |
| NME                     | Reino Unido          | The 100 Greatest British Albums Ever              | 2006 | 65      |
| Pitchfork Media         | Estados Unidos       | Top 200 Albums of the 2000s                       | 2009 | 1       |
| Rolling Stone           | Estados Unidos       | The 500 Greatest Albums of All Time               | 2004 | 67      |
| Rolling Stone           | Estados Unidos       | The 100 best albums of the decade                 | 2009 | 1       |
| Spin                    | Estados Unidos       | Top 100 Albums of the Last 20 Years               | 2005 | 48      |
| Stylus                  | Estados Unidos       | The 50 Best Albums of 2000-2004                   | 2005 | 1       |
| Time                    | Estados Unidos       | The All-Time 100 Albums                           | 2006 | *       |
| The Times               | Reino Unido          | The 100 best pop albums of the Noughties          | 2009 | 1       |
| Rolling Stone Argentina | Argentina            | Los mejores 50 discos internacionales             | 2010 | 1       |

(*) Lista não ordenada

## Paradas
| Parada (2000)   | Posição |
| --------------- | ------- |
| UK Albums Chart | 1       |
| Billboard 200   | 1       |
| Austrália       | 2       |
| Áustria         | 5       |
| Canadá          | 1       |
| França          | 1       |
| Alemanha        | 4       |
| Irlanda         | 1       |
| Itália          | 3       |
| Países Baixos   | 4       |
| Nova Zelândia   | 1       |
| Suécia          | 3       |
| Suíça           | 8       |